# Symétrie conforme
En physique théorique, la symétrie conforme désigne la symétrie sous changement d'échelle, on dit aussi sous dilatation, ainsi que sous les transformations conformes spéciales. Sa combinaison avec le groupe de Poincaré donne le groupe de symétrie conforme ou plus simplement, groupe conforme.
Voici un exemple de représentation du groupe conforme dans l'espace-temps, ou plus précisément de son algèbre de Lie
{\displaystyle {\begin{aligned}M_{\mu \nu }&\equiv -i(x_{\mu }\partial _{\nu }-x_{\nu }\partial _{\mu })\\P_{\mu }&\equiv -i\partial _{\mu }\\D&\equiv -x_{\mu }\partial ^{\mu }\\K_{\mu }&\equiv -{i \over 2}(x^{2}\partial _{\mu }-2x_{\mu }x_{\nu }\partial ^{\nu })\\\end{aligned}}}
où les {\displaystyle M_{\mu \nu }\,} sont les générateurs associés au groupe de Lorentz, les {\displaystyle P_{\mu }\,} génèrent les translations de l'espace-temps (les valeurs propres de ces derniers correspondant au quadrivecteur impulsion-énergie), {\displaystyle D\,} engendre la transformation par dilatation et enfin les {\displaystyle K_{\mu }\,} engendrent les transformations conformes spéciales.
Les relations de commutation entre ces générateurs, supplémentaires à celles du groupe de Poincaré sont
{\displaystyle [D,D]=0\,} , {\displaystyle [D,K_{\mu }]=-K_{\mu }\,}
{\displaystyle [D,P_{\mu }]=P_{\mu }\,} , {\displaystyle [K_{\mu },K_{\nu }]=0\,}
{\displaystyle [K_{\mu },P_{\nu }]=\eta _{\mu \nu }D-iM_{\mu \nu }\,}
Par ailleurs, {\displaystyle D\,} est un scalaire de Lorentz et {\displaystyle K_{\mu }\,} est un vecteur covariant sous les transformations de Lorentz.
Si on considère un espace-temps bidimensionnel alors les transformations du groupe conforme sont appelées transformations conformes et dans ce cas très particulier le groupe conforme devient de dimension infinie.

## Usages en physique
On voit l'apparition de l'invariance conforme dans les phénomènes de turbulence en deux dimensions avec un grand nombre de Reynolds.
Il existe une conjecture affirmant que toute théorie quantique des champs qui est en plus invariante d'échelle admet le groupe conforme complet comme groupe de symétrie globale. Une application particulière de cette conjecture est donnée dans l'étude des phénomènes critiques (transition de phase du second ordre) dans des systèmes possédant des interactions locales. Les fluctuations de tels systèmes sont invariantes conforme au point critique et peuvent donc être décrites par une théorie conforme des champs.
Le plus grand groupe de symétrie global possible d'une théorie quantique des champs non-supersymétrique possédant des interactions est un produit direct du groupe conforme avec un groupe interne de symétrie.
En physique des hautes énergies plusieurs théories possèdent la symétrie conforme
- La théorie de Yang-Mills supersymétrique N=4.
- La théorie des champs vivant sur la surface d'univers des cordes dans le cadre de la théorie des cordes.